# وی (مجموعه تلویزیونی)
وی (به انگلیسی: V که نخستین حرف واژهٔ Visitors به معنای بازدیدکننده‌هاست)، سریال تلویزیونی علمی تخیلی آمریکایی است که اولین پخش آن مربوط به ۳ نوامبر ۲۰۰۹ از شبکه ای بی سی است. بازسازی شده از مجموعه تلویزیونی کوتاه وی در سال ۱۹۸۳ است. مجموعه جدید شرح ورود زمین به تکنولوژی پیشرفته گونه‌های بیگانه‌ای را دارد که به ظاهر برای صلح آمده‌اند ولی اهدافی شیطانی دارند.

## خلاصه
سفینه‌های فضایی بزرگ در آسمان ۲۹ شهر بزرگ جهان ظاهر می‌شوند و آنا (مورینا بکرین)، رهبر خوش‌چهره و بانفوذ «بازدیدکننده‌ها» (به انگلیسی: Visiters) فرازمینی، ادعا می‌کند که برای صلح آمده‌اند. زمانی‌که تعدادی از انسان‌ها به صداقت ظاهری بازدیدکننده‌ها شک می‌کنند، مامو ضد تروریست اف‌بی‌آی، اریکا اوانس (الیزابت میچل) متوجه می‌شود که بیگانه‌ها برای دهه‌ها در دستگاه‌های حکومتی، مشاغل و مراکز مذهبی نفوذ کرده‌اند و اکنون در آخرین مرحله از نقشه‌شان برای تصاحب زمین، هستند.

## بازیگران و شخصیت‌ها
- الیزابت میچل در نقش اریکا اوانس - یک مأمور ضدتروریست اف‌بی‌آی که اتفاقاً به ماهیت حقیقی «بازدید کننده ها» و انگیزه‌های پنهان آنها، برخورد می‌کند.
- موریس چستنت در نقش رایان نیکولز - یک بازدیدکننده که وضعیت انسانی دارد و تلاش می‌کند تا نقشه‌های موذیانه بازدیدکننده‌ها را برملا کند.
- جوئل گرچ در نقش پدر جک لندری - کشیشی که از بازدید کننده‌ها رنج می‌برد، به زودی توسط اریکا برای کشف راز بازدید کننده‌ها، تأیید می‌شود.
- لوگان هافمن در نقش تایلر اوانس - پسر جوان اریکا که عضوی از برنامه توسعه بازدید کننده‌ها می‌شود.
- لوردز بندیکتو در نقش والری استیونز - نامزد رایان که بی‌خبر از ذات بیگانه رایان است.
- لورا وندرورت در نقش لیسا - یک بازدیدکننده زیبا و مورد علاقه تایلر. او دختر سردسته بازدیدکننده‌ها، آنا، است.
- مورینا بکرین در نقش آنا - سردسته بازدیدکننده‌ها و مادر لیسا
- اسکات ولف در نقش چاد دکر - یک مجری اخبار که بین اخلاقیات روزنامه‌نگاری و جاه طلبی اش زمانیکه دسترسی انحصاری به آنا با بهایی پیدا می‌کند، گرفتار شده‌است.

در تاریخ اوت ۲۰۰۹، مدیر تهیه پیترس اشاره کرد که امکان دارد بازیگرانی که در نقش اصلی بازی می‌کنند، در آینده در نقش میهمان به عنوان شخصیت‌های جدیدی معرفی شوند.